# ЧП районного масштаба (фильм)
«ЧП районного масштаба» — советский полнометражный цветной художественный фильм, поставленный на киностудии «Ленфильм» в 1988 году режиссёром Сергеем Снежкиным по мотивам одноимённой повести Ю. Полякова.

## Сюжет
Брежневская эпоха, Ленинград. Первый секретарь Краснопролетарского райкома комсомола Николай Петрович Шумилин должен пойти на повышение — вторым секретарём горкома. Напоследок он отмечает это назначение со своими коллегами — в баньке, с алкоголем и девочками. Однако не всё складывается гладко — вернувшись домой после оргии, Николай неожиданно узнаёт от жены, что та собирается подать на развод.
А утром выясняется, что ночью в райком забрались подростки, которые устроили здесь распитие портвейна с последующим погромом. Кроме того, они похитили кубок спартакиады и знамя. И произошло это накануне юбилейного слёта районной комсомольской организации, который должен был пройти во Дворце спорта «Юбилейный». Секретарь райкома КПСС Ковалевский требует от Шумилина в течение двух дней разобраться с ситуацией.
Оказавшись в безвыходной ситуации, Николай пытается найти помощь у своей бывшей любовницы — секретаря обкома КПСС Королёвой, но тщетно: помочь в ситуации со знаменем она не берётся. Ковалевский, со своей стороны, намекает, что Николай отделается минимальным наказанием. И тогда во время заседания комсомольской организации завода Шумилин решается резать правду-матку.
После заседания Николай идёт к любовнице, занимается с ней сексом, потом они отправляются в молодёжное кафе на дискотеку. Там неожиданно в качестве вазы для цветов возникает похищенный из райкома кубок. После этого милиция достаточно быстро вычисляет похитителя знамени — подростка из неблагополучной семьи. Параллельно выясняется, что опасения по поводу пропажи знамени несколько преувеличены: райкому просто выделят новое, и конфликт будет исчерпан. Но тут возникает новая проблема — теперь Шумилину вменяют в вину его речь на заводе. И вот финал на грани фарса: Ковалевский сообщает, что принято решение считать выступление Николая новым почином под названием «Всесоюзный урок искренности».

## Общественная реакция
Фильм вышел на экраны в 1988 году, когда нарастающий кризис комсомола был очевиден, и стал мощным ударом по престижу этой организации: «Учительская газета» писала, что «понятие „комсомол“ после фильма „ЧП районного масштаба“ у многих стало вызывать изжогу».
Крайнее отличие от литературного варианта.

## В ролях
- Игорь Бочкин — Николай Петрович Шумилин, первый секретарь Краснопролетарского райкома ВЛКСМ
- Елена Анисимова — Надежда Геннадьевна Комиссарова, третий секретарь райкома ВЛКСМ
- Виталий Усанов — Олег Чесноков, заведующий организационным отделом райкома ВЛКСМ
- Леонард Варфоломеев — Владимир Сергеевич Ковалевский, секретарь райкома КПСС (озвучил Игорь Ефимов)
- Юрий Демич — Околотков, секретарь горкома ВЛКСМ
- Надежда Ицкова — Галя, жена Николая
- Елена Антонова — Таня, любовница Николая
- Юрий Кузнецов — капитан Мансуров, следователь
- Эвелина Блёданс — Милочка, секретарь
- Алла Мурина — Эллочка
- Сергей Волков — Бутенин
- Анатолий Сливников — водитель
- Валентина Панина — Королёва
- Леонид Андриянов — Локтюков
- Александр Шурыгин — Хомич
- Сергей Войтов — Шестопалов
- Зиновий Волоцкий — Алексеев
- Андрей Смирнов — Цимбалюк
- Ольга Чайникова — мать Семёнова
- Михаил Кордюков — диджей Майкл
- Семён Фурман — ведущий слёта

## Съёмочная группа
- Автор сценария — Юрий Поляков
- Режиссёр-постановщик — Сергей Снежкин
- Оператор-постановщик — Владимир Бурыкин
- Звукорежиссёр — Гасан-заде, Алиакпер Али-Гейдар оглы
- Художник-постановщик — Михаил Гаврилов
- Композитор — Александр Кнайфель